# Orostachys malacophylla
Orostachys malacophylla är en fetbladsväxtart. Orostachys malacophylla ingår i släktet Orostachys och familjen fetbladsväxter.

## Underarter
Arten delas in i följande underarter:
- O. m. lioutchenngoi
- O. m. malacophylla
- O. m. aggregata
- O. m. iwarenge

## Bildgalleri

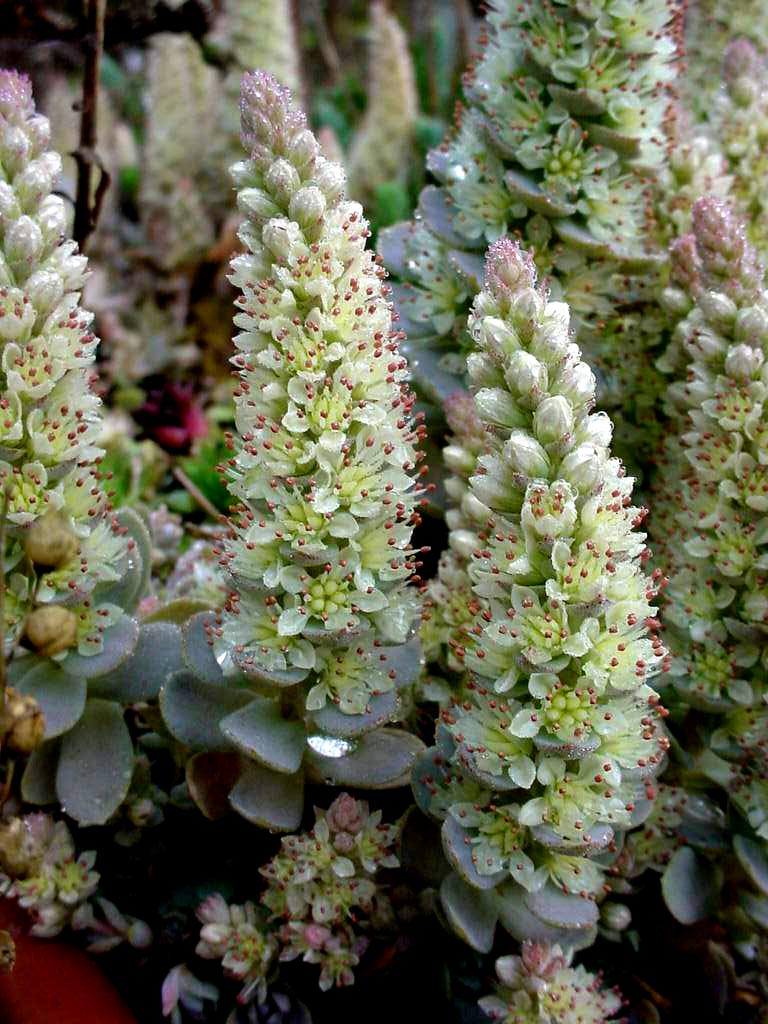